# Двигатель Nissan YS
Nissan YS — дизельный двигатель внутреннего сгорания, который устанавливается на коммерческие автомобили Nissan. Выпускается компанией Renault в Приморской Сене под индексом M9T, а компания Daimler называет этот двигатель Mercedes-Benz OM699.

## Описание
Впервые двигатель Nissan YS был представлен в 2010 году на Renault Master и его производных моделях. Его мощность варьируется от 75 до 110 кВт (101—150 л. с.).
Как и в случае с M9R, двигатель выпускается на базе Nissan MR. С 2015 года двигатель соответствует стандарту Евро-6 и оснащается двойным турбонаддувом.

## Особенности
| Система питания                             | Клапанов | Мощность                             | Крутящий момент                | Годы производства      |
| ------------------------------------------- | -------- | ------------------------------------ | ------------------------------ | ---------------------- |
| Турбонаддув                                 | 16       | 74 кВт (100 л. с.) при 3,500 об/мин  | 285 Н⋅м при 1,500 об/мин       | 2010—2015              |
| Турбонаддув                                 | 16       | 81 кВт (110 л. с.) при 3,500 об/мин  | 285 Н⋅м при 1,250—2,000 об/мин | 2015 — настоящее время |
| Турбонаддув                                 | 16       | 92 кВт (125 л. с.) при 3,500 об/мин  | 310 Н⋅м при 1,250—2,500 об/мин | 2010 — настоящее время |
| Турбонаддув                                 | 16       | 96 кВт (130 л. с.) при 4,000 об/мин  | 320 Н⋅м при 1,250—2,000 об/мин | 2015 — настоящее время |
| Двойной турбонаддув                         | 16       | 99 кВт (135 л. с.) при 3,500 об/мин  | 340 Н⋅м при 1,250—2,000 об/мин | 2015 — настоящее время |
| Двойной турбонаддув                         | 16       | 107 кВт (145 л. с.) при 3,500 об/мин | 350 Н⋅м при 1,500—2,750 об/мин | 2010 — настоящее время |
| Турбонаддув                                 | 16       | 110 кВт (150 л. с.) при 3,500 об/мин | 350 Н⋅м при 1,500—2,750 об/мин | 2010 — настоящее время |
| Двойной турбонаддув                         | 16       | 120 кВт (163 л. с.) при 3,500 об/мин | 360 Н⋅м при 1,250—2,000 об/мин | 2015 — настоящее время |
| Двойной турбонаддув                         | 16       | 120 кВт (163 л. с.) при 3,500 об/мин | 380 Н⋅м при 1,250—2,000 об/мин | 2015 — настоящее время |
| Турбонаддув (YS23DDT, OM699DE23LA red.)     | 15.4     | 120 кВт (163 л. с.) при 3,750 об/мин | 403 Н⋅м при 1,500—2,500 об/мин | 2015 — настоящее время |
| Двойной турбонаддув                         | 16       | 130 кВт (170 л. с.) при 3,500 об/мин | 380 Н⋅м при 1,500 об/мин       | 2015 — настоящее время |
| Двойной турбонаддув (YS23DDTT, OM699DE23LA) | 15.4     | 140 кВт (190 л. с.) при 3,750 об/мин | 450 Н⋅м при 1,500—2,500 об/мин | 2015 — настоящее время |

## Устанавливается на

### Renault M9T
- Renault Master III (Opel Movano B, Nissan NV400)

### Nissan YS23 (Mercedes-Benz OM699)
- Nissan Navara IV (Renault Alaskan, Mercedes-Benz X-класс)
- Nissan Terra